# Roodstuitbladspeurder
De roodstuitbladspeurder (Neophilydor erythrocercum) is een zangvogel uit de familie ovenvogels (Furnariidae).

## Verspreiding en leefgebied
Deze soort telt vijf ondersoorten:
- N. e. subfulvum: zuidoostelijk Colombia, oostelijk Ecuador en noordelijk Peru.
- N. e. ochrogaster: van centraal Peru tot het noordelijke deel van Centraal-Bolivia.
- N. e. lyra: oostelijk Peru, noordoostelijk Bolivia en Brazilië bezuiden van de Amazonerivier.
- N. e. suboles: zuidoostelijk Colombia en noordwestelijk Brazilië.
- N. e. erythrocercum: de Guyana's en Brazilië ten noordoosten van de Amazonerivier.

## Status
De grootte van de populatie is niet gekwantificeerd maar de soort wordt omschreven als vrij algemeen. Op de Rode lijst van de IUCN heeft deze soort de status niet bedreigd.